# 邓肯·格雷格
邓肯·格雷格（英語：Duncan Gregg，1910年2月28日—1989年2月14日），美国男子赛艇运动员。他曾代表美国参加1932年夏季奥林匹克运动会赛艇比赛，获得男子八人单桨有舵手金牌。